# Ala-Särkijärvi (sjö i Leppävirta, Norra Savolax)
Ala-Särkijärvi är en sjö i kommunen Leppävirta i landskapet Norra Savolax i Finland. Sjön ligger 86,2 meter över havet. Den är 19,5 meter djup. Arean är 2,66 kvadratkilometer och strandlinjen är 28,65 kilometer lång. Sjön  ingår i Vuoksens huvudavrinningsområde.   Den ligger omkring 45 kilometer söder om Kuopio och omkring 290 kilometer nordöst om Helsingfors. 
I sjön finns öarna Kalasaari, Pomonsaari, Palosaari och Varissaari. 